# Glas (film)
 For alternative betydninger, se Glas (flertydig). (Se også artikler, som begynder med Glas)
Glas er en dansk dukkefilm fra 2007 instrueret af Marie Schultz efter eget manuskript.

## Handling
En klovnelignende karakter leder seerne ind i sin forunderlige verden. Der er noget, han gerne vil opnå, men det er ikke så let. Samtidigt presser noget truende sig frem under hans bryst. Filmen reflekterer på poetisk vis over det konstruerede kontra det tilfældige.